# Christopher Grotheer
Christopher Grotheer (* 30. července 1992, Wernigerode) je německý skeletonista. Na olympijských hrách v Pekingu roku 2022 získal ve skeletonovém závodě zlatou medaili. Je rovněž dvojnásobným individuálním mistrem světa, z let 2020 a 2021. Krom toho má ze světového šampionátu řadu medailí týmových – dvě zlata (2019, 2021) a dvě stříbra (2015. 2017). Ve světovém poháru, kterého se zúčastňuje od roku 2012, skončil jednou celkově třetí (2022). Vyhrál dva závody, desetkrát stál na stupních vítězů (k únoru 2022).